# Saint Christopher, Nevis en Anguilla
Saint Christopher, Nevis en Anguilla is een voormalige Britse kolonie in de Caraïbische Zee.
Saint Christopher werd in 1493 aangedaan door Christoffel Columbus op zijn ontdekkingsreizen. De Britten vestigden er zich in 1623, maar kregen al snel gezelschap van de Fransen. De problemen die zich tussen beide kolonisatoren voordeden, werden opgelost door de Vrede van Parijs, die Saint Christopher, Nevis en Anguilla toewees aan de Britten. Saint Christopher werd hernoemd naar Saint Kitts.
De eilanden kregen interne autonomie in 1967, maar dat was voor Anguilla niet genoeg. De eilandbewoners verklaarden Anguilla  onafhankelijk in 1969 en in 1980 was de onafhankelijkheid van de andere eilanden een feit. Saint Kitts en Nevis volgde in 1983. Anguilla is nog steeds een overzees gebied van het Verenigd Koninkrijk.